# Contea di Putnam (Florida)
La contea di Putnam (in inglese Putnam County) è una contea della Florida, negli Stati Uniti. Il suo capoluogo amministrativo è Palatka . La contea e situata in posizione centrale tra le città di Jacksonville, Gainesville, St. Augustine e Daytona Beach.

## Geografia fisica
La contea ha un'area di 2,142 km² dei quali il 12,73% è rappresentato da acqua. I suoi confini sono:
- Contea di Clay - nord
- Contea di St. Johns - nord-est
- Contea di Flagler - est
- Contea di Volusia - sud-est
- Contea di Marion - sud-ovest
- Contea di Alachua - ovest
- Contea di Bradford - nord-ovest

## Storia
La Contea di Putnam, la 28ª dello Stato della Florida, fu creata nel 1849 e venne costituita da parti sottratte alle contee di St. Johns, Alachua, Orange, Duval e Marion. La contea venne così chiamata in onore di Benjamin A. Putnam, un combattente della prima guerra dei Seminole, un avvocato, un legislatore della Florida nonché primo presidente della Florida Historical Society. Putnam morì nel capoluogo, Palatka, nel 1869.

## Città principali
- Palatka
- Crescent City
- Interlachen
- Pomona Park
- Welaka

## Politica
| Anno | Repubblicani | Democratici | Altri |
| ---- | ------------ | ----------- | ----- |
| 2004 | 59,1%        | 40,1%       | 0,8%  |
| 2000 | 51,3%        | 44,6%       | 1,8%  |
| 1996 | 38,9%        | 47,7%       | 13,3% |
| 1992 | 34,7%        | 41,7%       | 23,5% |
| 1988 | 57,2%        | 42,2%       | 0,6%  |